# Бурко, Антон Вячеславович
Антон Вячеславович Бурко (бел. Антон Вячаслававіч Бурко; род. 16 февраля 1995) — белорусский футболист, полузащитник.

## Клубная карьера
С 2012 года выступал за дубль «Белшины». 23 ноября 2014 года дебютировал в основной команде бобруйчан, выйдя на замену на 83-й минуте в матче против могилёвского «Днепра» (1: 1). В сезоне 2015 стал чаще появляться на поле, провел 8 матчей в Высшей лиге и 4 — в Кубке Беларуси.
В феврале 2016 года подписал новый контракт с «Белшиной». Сезон 2016 полностью пропустил из-за травмы, по его окончании покинул команду. Завершил карьеру и перешёл в киберспорт.

## Статистика
| Сезон | Дивизион | Клуб    | Страна        | Матчи | Голы |
| ----- | -------- | ------- | ------------- | ----- | ---- |
| 2012  | дубль    | Белшина | Флаг Беларуси | 11    | 3    |
| 2013  | дубль    | Белшина | Флаг Беларуси | 23    | 0    |
| 2014  | Д1       | Белшина | Флаг Беларуси | 1     | 0    |
| 2015  | Д1       | Белшина | Флаг Беларуси | 8     | 0    |
| 2016  | Д1       | Белшина | Флаг Беларуси | 0     | 0    |